# Denisonia devisi
Denisonia devisi är en ormart som beskrevs av Waite och Longman 1920. Denisonia devisi ingår i släktet Denisonia och familjen giftsnokar och underfamiljen havsormar. Inga underarter finns listade i Catalogue of Life.
Denna orm förekommer i östra Australien i delstaterna Victoria, Queensland och New South Wales. I Victoria hittas arten endast vid en 40 km lång sträcka som följer vattendrag. Denisonia devisi lever i galleriskogar eller i andra landskap intill vattendrag som gräsmarker, savanner eller skogar med hårdbladsväxter. Denna orm äter främst grodor. Honor lägger inga ägg utan föder 3 till 9 ungar per tillfälle.
I begränsade områden kan landskapets omvandling till jordbruksmark vara ett hot mot beståndet. Hela populationen antas vara stabil. IUCN listar arten som livskraftig (LC).